# Sindicato dos Petroleiros do Litoral Paulista
O Sindicato dos Petroleiros do Litoral Paulista (Sindipetro-LP) foi fundado em 19 de dezembro de 1958, em Santos, São Paulo.
Com o intuito de proteger os interesses dos trabalhadores da Petrobrás, o Sindicato se estabeleceu e se tornou um dos mais fortes e combativos da categoria petroleira. Em seus histórico há resistência ao golpe militar de 1964, com prisão e perseguição a trabalhadores que se negaram a entregar a refinaria Presidente Bernardes de Cubatão (RPBC) aos militares, que seguiram com ordens expressas de tomar a unidades, estratégica para o governo, como ainda é hoje. Após um longo diálogo entre os trabalhadores, a refinaria foi entregue aos oficiais.
No dia 03 de maio de 1995 o movimento petroleiro iniciou a histórica greve de 1995, que duraria 32 dias em território nacional e 33 na RPBC. A greve foi motivada pela ameaça de privatização da Petrobrás pelo governo de Fernando Henrique Cardoso (FHC), que já havia privatizado outras estatais, como a Companhia Nacional de Siderurgia (CSN) e criado o Conselho Nacional de Desestatização (CND). Com a ameaça iminente, (FHC tentou mudar o nome da companhia para Petrobrax, o que foi rechaçado pela sociedade), os petroleiros não viram outra alternativa a não ser a greve geral. Após o movimento, a privatização nos moldes convencionais foi anulada, mas o que se seguiu até os dias de hoje foi a terceirização de todo Sistema Petrobrás, que atualmente emprega mais de 260 mil empregados terceirizados (uma média de 4 terceirizados para cada petroleiro próprio), em todas as áreas de produção. Em 1997, FHC derrubou a lei 2004, que garantia o monopólio do petróleo nacional, criando a lei da partilha.
O Sindipetro-LP mantém em seus ofícios e comunicados o acento da marca Petrobrás, retirado como forma de internacionalizar a empresa. Atualmente o Sindicato dos Petroleiros do Litoral Paulista é conduzido por 40 diretores, eleitos pelos associados,que hoje somam mais de 4 mil petroleiros.